# Xyletinus rotundicollis
Xyletinus rotundicollis är en skalbaggsart som beskrevs av White 1977. Xyletinus rotundicollis ingår i släktet Xyletinus och familjen trägnagare. Inga underarter finns listade i Catalogue of Life.